# Lacko
Lacko, ime odmila prema Ladislav, a katkada i prema Vladimir (po "Rječniku osobnih imena" Mate Šimundića i prema: Dragislav/Dragoslav, Eulampij, Evilasij, Labud, Ladimir, Lado, Lajoš, Lambert, Lambreht, Landelin, Landolf, Laslo, Lastimir, Laurencij, Laurentij, Lavomil, Lavrentij, Milan, Radisav/Radosav, Radislav/Radoslav, Vjekoslav, Vladomir, Vladislav, Vladivoj, Vlastimir). U hrvatskoj književnosti sinonim za pjesnika Vladimira Vidrića jer su ga tako zvali njegovi najbolji prijatelji. (jn)
Izvor: Pet stoljeća hrvatske književnosti. Knjiga 77: Vladimir Nazor, Zagreb, 1965.